# Karel Verbist
Karel Verbist (ur. 16 sierpnia 1883 w Antwerpii, zm. 21 lipca 1909 w Brukseli) – belgijski kolarz torowy i szosowy, srebrny medalista mistrzostw świata.

## Kariera
Największy sukces w karierze Karel Verbist osiągnął w 1907 roku, kiedy zdobył srebrny medal w wyścigu ze startu zatrzymanego zawodowców podczas mistrzostw świata w Paryżu. W zawodach tych wyprzedził go jedynie Francuz Louis Darragon, a trzecie miejsce zajął kolejny reprezentant gospodarzy - Georges Parent. Był to jedyny medal wywalczony przez Verbista na międzynarodowej imprezie tej rangi. W latach 1908 i 1909 zdobywał złote medale torowych mistrzostw Belgii w tej samej konkurencji. Startował również w wyścigach szosowych, ale bez większych sukcesów. Nigdy nie wystąpił na igrzyskach olimpijskich.